# Plagiostoma petrakii
Plagiostoma petrakii är en svampart som tillhör divisionen sporsäcksvampar, och som först beskrevs av Emil Müller, och fick sitt nu gällande namn av Michel Monod. Plagiostoma petrakii ingår i släktet Plagiostoma, och familjen Gnomoniaceae. Arten är reproducerande i Sverige.